# ルーカス・カチャヴェンダ
ルーカス・カチャヴェンダ（Lukas Kačavenda、2003年3月2日 - ）は、クロアチア・ザグレブ出身のサッカー選手。NKロコモティヴァ・ザグレブ所属。ポジションはMF。

## クラブ経歴
2017年にNKロコモティヴァ・ザグレブの下部組織へ入団し、2020-21シーズンからルカ・ストイコヴィッチらと共にトップチームへ招集されるようになった。トップチームデビューは2021年4月3日に行われたHNKハイドゥク・スプリトとのリーグ戦であり、65分からの途中交代でデビューを飾った。プロ初ゴールは同シーズン中のNKスラヴェン・ベルポ戦であり、この試合で1ゴール1アシストの活躍で3-1での勝利に貢献した。